# Henry Phipps (1er comte de Mulgrave)
Pour les articles homonymes, voir Phipps.
Henry Philip Phipps, né le 14 février 1755 à Mulgrave (Yorkshire), décédé le 7 avril 1831 à Wilton Crescent, à Londres, 1er comte de Mulgrave, est un officier et homme politique britannique.

## Biographie
Fils de Constantine Phipps, 1er baron Mulgrave et de Lepell Hervey, il suit des études au collège d'Eton et au Middle Temple, avant de s'engager en 1775 dans l'armée, où il finit par atteindre le grade de général. Il est en service dans les Caraïbes pendant la guerre d'indépendance américaine. En 1784, Phipps est élu député de Totnes à la Chambre des communes, où il soutient la politique du gouvernement tory de Pitt, dont il devient finalement un proche. En 1790, il est élu député de Scarborough, dans le Yorkshire.
Il succède à son frère Constantine John Phipps comme baron Mulgrave dans la pairie d'Irlande en 1792, mais pas pour son titre britannique. En 1793, envoyé en mission auprès du roi de Sardaigne à Turin, il n'est pas loin quand les forces britanniques s'emparent du port français de Toulon, et il prend brièvement le commandement des forces terrestres britanniques, avant de se retirer à l'arrivée de nouveaux officiers supérieurs. En 1794, on lui accorde une pairie britannique en tant que baron Mulgrave, lui permettant d'entrer à la Chambre des lords. En 1799, on lui confie une nouvelle mission militaire spéciale, cette fois au quartier-général du commandant des forces autrichiennes, l'archiduc Charles, afin de tenter de le persuader de maintenir ses troupes en Suisse plutôt que de les déplacer vers le cours moyen du Rhin, mais il échoue.
Mulgrave soutient Pitt quand il démissionne en 1801. En récompense de sa loyauté, il obtient l'office de chancelier du duché de Lancaster (1804–1805) dans le second gouvernement de Pitt. Après l'accident de Lord Harrowby, Mulgrave prend sa place comme secrétaire d'État aux Affaires étrangères, poste où il aide Pitt dans la formation de la Troisième Coalition contre Napoléon.
Avec la mort de Pitt et la formation du Ministère de tous les talents en 1806, Mulgrave, ainsi que d'autres partisans de Pitt, passe à l'opposition. Quand les « Pittites » retrouvent le pouvoir, en 1807, Mulgrave exerce diverses fonctions majeures, d'abord comme Premier Lord de l'amirauté (1807–1810), puis comme Maître-général de l'artillerie (1810–1819) et finalement comme Ministre sans portefeuille (1819–1820). Il est également Lord Lieutenant de l'East Riding du Yorkshire de 1807 à 1824 et vice-amiral du Yorkshire de 1809 à 1831. Comme Premier Lord, il est grandement impliqué dans l'organisation de l'expédition réussie contre Copenhague en 1807 et du désastre de Walcheren en 1809, qui lui vaut de vives critiques de la part de l'opposition libérale. Après son entrée au bureau de l'Artillerie, Mulgrave devient moins actif politiquement. Il est fait comte de Mulgrave en 1812, titre auquel succède son fils, Constantine Phipps (1er marquis de Normanby), qui sera plus tard élevé à la dignité marquis de Normanby.

## Famille
Il se marie le 20 octobre 1795 avec Martha Sophia Maling (née le 23 septembre 1771, décédée le 17 mars 1849), fille de Christopher Thompson Maling, avec laquelle il a cinq enfants :
- Constantine Henry Phipps, 1er marquis de Normanby (né le 15 mai 1797 décédé le 28 juillet 1863)
- Henrietta Sophia Phipps (née le 23 mai 1799, décédée le 4 décembre 1808)
- Augusta Maria Phipps (née le 3 septembre 1800, décédée le 26 mars 1813)
- Charles Beaumont Phipps (né le 27 décembre 1801, décédé le 24 février 1866)
- Katherine Frederica Phipps (née le 7 février 1803, décédée le 10 octobre 1843),
- Sophia Phipps (née le 20 mai 1804, décédée le 24 mars 1874)
- Lepel Charlotte Phipps (née le 28 juillet 1805, décédée le 29 janvier 1869[1])
- Edmund Phipps (1808-1857) (né le 7 décembre 1808, décédé le 28 octobre 1857)
- Augustus Frederick Phipps (né le 18 octobre 1809, décédé le 27 janvier 1896).